# Kotinové
Kotinové (z lat. Cotini) byl keltský kmen sídlící v 1. století př. n. l. až 2. století n. l. pravděpodobně na území Slovenska. Byli zřejmě identičtí s archeologickou púchovskou kulturou nebo tvořili její podstatnou část. Podle ojedinělých názorů žili i na Moravě a/nebo v jižním Polsku.
K roku 10 př. n. l. je zmiňuje tuskulské elogium. V 1. století podle Tacita pracovali pro Sarmaty (Polsko) a Kvády (jihozápadní Slovensko) v dolech na železo. Připomínají se i v souvislosti s markomanskými válkami, když okolo roku 172 nepomohli Římanům proti Markomanům, začež je Marcus Aurelius, nejpozději roku 180 (?všechny?) přestěhoval do Dolní Panonie. V Dolní Panonii jsou skutečně v letech 223–251 vzpomínáni „kotinští občané“ – cives Cotini.